# Bagłan Inkarbiek
Bagłan Bachytowicz Inkarbiek (oryg. Баглан Бахытович Инкарбек; ur. 22 kwietnia 1994 w Szymkencie) – kazachski narciarz dowolny. Najlepszy wynik na mistrzostwach świata osiągnął podczas mistrzostw w Deer Valley, gdzie zajął 21. miejsce indywidualnie oraz 8. drużynowo. Jego najlepszym wynikiem olimpijskim jest 19. miejsce w skokach akrobatycznych na igrzyskach olimpijskich w Soczi. Najlepsze wyniki w Pucharze Świata osiągnął w sezonie 2014/2015, kiedy to zajął 168. miejsce w klasyfikacji generalnej, a w klasyfikacjach skokach akrobatycznych był 33.

## Sukcesy

### Igrzyska olimpijskie
| Miejsce | Dzień     | Rok  | Miejscowość | Konkurencja        | Zwycięzca     |
| ------- | --------- | ---- | ----------- | ------------------ | ------------- |
| 19.     | 17 lutego | 2014 | Soczi       | Skoki akrobatyczne | Anton Kusznir |

### Mistrzostwa Świata
| Miejsce | Dzień    | Rok  | Miejscowość   | Konkurencja                  | Zwycięzca       |
| ------- | -------- | ---- | ------------- | ---------------------------- | --------------- |
| 27.     | 7 marca  | 2013 | Voss          | Skoki akrobatyczne           | Qi Guangpu      |
| 22.     | 10 marca | 2017 | Sierra Nevada | Skoki akrobatyczne           | Jonathon Lillis |
| 21.     | 6 lutego | 2019 | Deer Valley   | Skoki akrobatyczne           | Maksim Burow    |
| 8.      | 7 lutego | 2019 | Deer Valley   | Skoki akrobatyczne drużynowo | Szwajcaria      |

### Puchar Świata

#### Miejsca w klasyfikacji generalnej
- 2011/2012 – 232.
- 2012/2013 – 178.
- 2013/2014 – 267.
- 2014/2015 – 168.

#### Miejsca na podium w zawodach
Bagłan Inkarbiek nie zajął miejsca na podium w zawodach do końca sezonu 2014/2015.